# Regencia de Bulungan
La regencia de Bulungan es una regencia de la provincia de Kalimantan del Norte, en Indonesia. Tiene una superficie de 13.181,92 km² y una población de 112.663 habitantes en el censo de 2010 y de 151.844 en el de 2020. El centro administrativo se encuentra en Tanjung Selor. 

## Historia
En 2007, tres distritos (kecamatan) se separaron de la regencia de Bulungan para formar una nueva regencia, la de Tana Tidung.
Había formado parte de la provincia de Kalimantan Oriental, pero en 2012 pasó a formar parte de la recién creada provincia de Kalimantan Septentrional. Tanjung Selor, en la regencia de Bulungan, fue designada capital de la provincia.

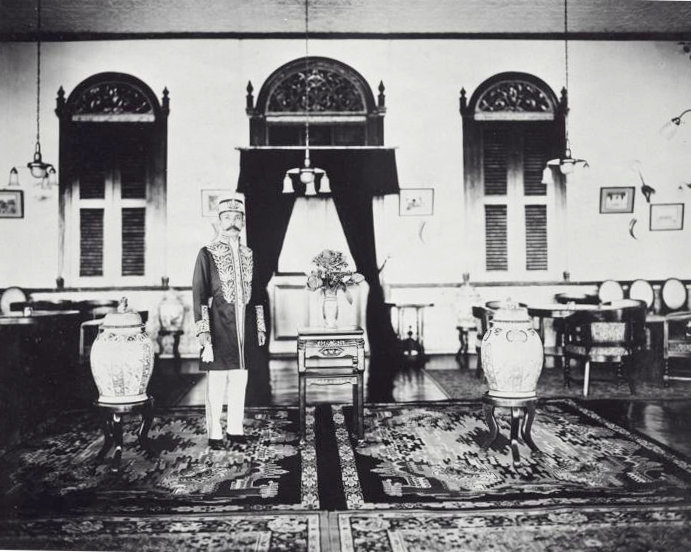
Sultán Maulana Mohamad Jalaluddin de Bulungan (1931).

## Distritos administrativos
La regencia está dividida en diez distritos (kecamatan), tabulados a continuación con sus áreas y sus poblaciones en el censo de 2010 y en el censo de 2020. La tabla también incluye las ubicaciones de los centros administrativos de los distritos, el número de aldeas administrativas (rural desa y urbana kelurahan) en cada distrito, y sus códigos postales. 
| Nombre del distrito                               | Área en km² | Población en el Censo de 2010 | Población en el Censo de 2020 | Centro administrativo | Número de pueblos | Códigos postales   |
| ------------------------------------------------- | ----------- | ----------------------------- | ----------------------------- | --------------------- | ----------------- | ------------------ |
| Peso (a)                                          | 3,142.79    | 4,327                         | 4,400                         | Long Bia              | 10                | 77261              |
| Peso Hilir (Peso inferior)                        | 1,639.71    | 3,484                         | 4,134                         | Long Tungu            | 6                 | 77262              |
| Tanjung Palas Barat (Tanjung Palas oeste)         | 1,064.51    | 5,832                         | 6,416                         | Long Beluah           | 5                 | 77217              |
| Tanjung Palas                                     | 1,755.74    | 14,032                        | 17,556                        | Gunung Putih          | 9                 | 77211; 77214-77216 |
| Tanjung Selor (b)                                 | 677.77      | 39,439                        | 56,569                        | Tanjung Selor Hilir   | 9                 | 77211 & 77212      |
| Tanjung Palas Timur (Tanjung Palas este)          | 1,277.81    | 8,651                         | 18,020                        | Tanah Kuning          | 8                 | 77215              |
| Tanjung Palas Tengah (Tanjung Palas central ) (c) | 624.95      | 7,527                         | 11,567                        | Salim Batu            | 3                 | 77216              |
| Tanjung Palas Utara (Tanjung Palas norte)         | 806.34      | 8,954                         | 10,651                        | Karang Agung          | 6                 | 77218              |
| Sekatak (d)                                       | 1,993.98    | 9,278                         | 10,842                        | Sekatak Buji          | 22                | 77263              |
| Bunyu                                             | 198.32      | 11,139                        | 11,689                        | Bunyu Barat           | 3                 | 77281              |
| Totales                                           | 13,181.92   | 112,663                       | 151,844                       |                       | 81                |                    |

Notas: (a) incluidas 5 islas costeras. (b) incluidas 7 islas no costeras. (c) 65 islas de alta mar incluidas. (d) incluyendo 10 islas offshore.